# Irving Gudiño
Irving Jahir Gudiño (Ciudad de Panamá, Panamá, 15 de noviembre de 2000) es un futbolista panameño. Juega como mediocampista en el Caracas Fútbol Club en la Primera División de Venezuela.

## Trayectoria

### Inicios
Se inició futbolísticamente en las inferiores del equipo Tauro FC, para pasar posteriormente a la categoría profesional de dicho equipo, en mayo del 2019 fue tomado en cuenta para el primer equipo, sin embargo no vio minutos en dicho torneo. No fue hasta el 18 de agosto de 2019 que hizo su debut en el club en edad juvenil para jugar en la Liga Panameña de Fútbol contra el CD Plaza Amador, en el Clásico Nacional de Panamá. Disputó un total de 18 partidos en primera división, antes de pasar cedido al Marbella FC de España.

### Marbella FC
Llegó en calidad de cedido para la temporada 2020-21 para disputar con el equipo la Segunda División B de España. 
Anotó su primer gol en el partido por Copa del Rey el 5 de enero de 2021 contra el Real Valladolid en el empate momentáneo 2-2.

## Selección nacional
Debutó en la Selección de fútbol de Panamá en un partido no oficial el 26 de febrero de 2020, contra la Selección de fútbol de Nicaragua con marcador final 0-0 en el Estadio Nacional de Nicaragua.

## Clubes
| Club        | País      | Año           |
| ----------- | --------- | ------------- |
| Tauro FC    | Panamá    | 2019-2020     |
| Marbella FC | España    | 2020-2021     |
| Tauro FC    | Panamá    | 2021-2025     |
| Caracas FC  | Venezuela | 2025-presente |

## Palmarés

### Campeonatos nacionales
| Título       | Club     | País   | Año  |
| ------------ | -------- | ------ | ---- |
| LPF Apertura | Tauro FC | Panamá | 2018 |
| LPF Apertura | Tauro FC | Panamá | 2019 |
| LPF Clausura | Tauro FC | Panamá | 2021 |
| LPF Apertura | Tauro FC | Panamá | 2024 |